# Pleasantville (Venango County, Pennsylvania)
Pleasantville is een plaats (borough) in de Amerikaanse staat Pennsylvania, en valt bestuurlijk gezien onder Venango County.

## Demografie
Bij de volkstelling in 2000 werd het aantal inwoners vastgesteld op 850.
In 2006 is het aantal inwoners door het United States Census Bureau geschat op 827, een daling van 23 (-2,7%).

## Geografie
Volgens het United States Census Bureau beslaat de plaats een oppervlakte van
2,5 km², geheel bestaande uit land. Pleasantville ligt op ongeveer 403 m boven zeeniveau.

## Plaatsen in de nabije omgeving
De onderstaande figuur toont nabijgelegen plaatsen in een straal van 20 km rond Pleasantville.